# Processo WSA
Il processo WSA o processo con acido solforico umido è uno dei principali processi di desolforazione del gas oggi sul mercato. Da quando l'azienda danese di catalizzatori Haldor Topsoe ha introdotto e brevettato questa tecnologia alla fine degli anni '80, è stata riconosciuta come un processo efficiente per il recupero di zolfo da vari gas di processo sotto forma di acido solforico di qualità commerciale ({\displaystyle {\ce {H2SO4}}}), con produzione simultanea di alta pressione vapore. Il processo WSA viene applicato in tutti i settori in cui la rimozione dello zolfo rappresenta un problema.
Il processo di catalisi umida è particolarmente adatto per la lavorazione di flussi contenenti zolfo come:
- Acido solfidrico ({\displaystyle {\ce {H2S}}}) da (per esempio) unità di trattamento del gas amminico
- Gas di scarico dal gas Sour Water Stripper (SWS)
- Acido esaurito da unità di alchilazione
- Gas di coda del processo Claus
- Gas residui da caldaie di servizio alimentate a coke petrolifero
- Fumi di caldaia da vari processi di desolforazione
- Gas derivati da processi metallurgici
- Produzione di acido solforico.

## Il processo

### Principali reazioni nel processo WSA
- Combustione: {\displaystyle {\ce {2H2S \ + \ 3O2 <=> 2H2O \ + \ 2SO2}}} {\displaystyle (-1036\,k\mathrm {J} /\mathrm {mol} )}
- Ossidazione: {\displaystyle {\ce {2SO2\ +\ O2<=>2SO3}}} {\displaystyle (-198\,k\mathrm {J} /\mathrm {mol} )} (in presenza di un catalizzatore di ossido di vanadio)
- Idratazione: {\displaystyle {\ce {SO3\ +\ H2O<=>H2SO4(g)}}} {\displaystyle (-101\,k\mathrm {J} /\mathrm {mol} )}
- Condensazione: {\displaystyle {\ce {H2SO4(g) <=> H2SO4(l)}}} {\displaystyle (-90\,k\mathrm {J} /\mathrm {mol} )}.

L'energia rilasciata dalle suddette reazioni, per lo più derivata dall'ossigeno con il suo doppio legame relativamente debole, viene utilizzata per la produzione di vapore. Per ogni tonnellata di acido vengono prodotte circa 2-3 tonnellate di vapore ad alta pressione. 

## Applicazioni industriali
Di seguito un elenco di settori in cui sono installati gli impianti di processo WSA:
- raffineria e industria petrolchimica
- Industria metallurgica
- Industria del carbone (coke e gassificazione)
- Industria energetica
- Industria della viscosa
- Industria dell'acido solforico.

## WSA per gassificatori
Il gas acido proveniente da un'unità di trattamento installata dopo il gassificatore contiene acido solfidrico ({\displaystyle {\ce {H2S}}}) e idrocarburi, oltre all'anidride carbonica ({\displaystyle {\ce {CO2}}}). In precedenza questi gas venivano spesso bruciati e scaricati nell'atmosfera, ma ora il gas acido richiede una purificazione per non intaccare l'ambiente con emissioni di anidride solforosa ({\displaystyle {\ce {SO2}}}). Non solo il processo WSA può soddisfare le esigenze di rimozione di {\displaystyle {\ce {SO2}}}, ma è utilizzabile anche per la rimozione di un'ampia gamma di composizioni di gas di alimentazione.
L'impianto WSA fornisce un elevato recupero di zolfo e recupera calore per la produzione di una sostanziale quantità di vapore. Inoltre il tasso di recupero del calore è elevato e il consumo di acqua di raffreddamento è basso.

### Esempi di processo WSA per la gassificazione

#### Esempio 1
Di seguito sono elencati alcuni dati e parametri relativi all'applicazione del processo WSA:
- Flusso gas di alimentazione: 14000 Nm³/h
- Composizione [vol %]: 5,8% di H2S, 1,2% COS, 9,7% HC e 77,4% di CO2
- Concentrazione di SOx [vol %]: 1,58%
- Produzione di acido solforico ({\displaystyle {\ce {H2SO4}}}): 106 MTPD (Metric tonnes per day, tonnellate metriche per giorno)
- Produzione di vapore: 53 ton/h
- Consumo acqua di raffreddamento: 8 m³/ton acido {\displaystyle \left(\Delta T=10\,^{\circ }\mathrm {C} \right)}
- Consumo carburante: 1000 Nm³/h (LHV = 2821 kcal/Nm³)[3].

#### Esempio 2
Un impianto di zolfo in Cina sarà costruito in connessione con un impianto di ammoniaca, che produrrà 500 kton/anno di ammoniaca per la produzione di fertilizzanti.

## Rigenerazione dell'acido esausto e produzione di acido solforico
Il processo WSA può essere utilizzato anche per la produzione di acido solforico dalla combustione dello zolfo o per la rigenerazione dell'acido esausto, ad esempio in impianti di alchilazione. I processi di catalisi a umido differiscono dagli altri processi di contatto con acido solforico, in quanto il gas di alimentazione contiene umidità in eccesso quando viene a contatto con il catalizzatore. L'anidride solforosa formata dall'ossidazione catalitica dell'anidride solforosa reagisce istantaneamente con l'umidità per produrre acido solforico in fase di vapore in una misura determinata dalla temperatura. L'acido liquido si forma successivamente per condensazione del vapore di acido solforico e non per assorbimento dell'anidride solforica in acido solforico concentrato, come avviene nei processi di contatto a base di gas secchi.
La concentrazione dell'acido prodotto dipende dal rapporto {\displaystyle {\ce {{\frac {H2O}{SO3}}}}} nei gas convertiti cataliticamente e dalla temperatura di condensazione.
I gas di combustione vengono raffreddati alla temperatura di ingresso del convertitore di circa 420-440 °C. Per elaborare questi gas umidi in un impianto convenzionale di processo a contatto con gas freddo (DCDA) sarebbe necessario il raffreddamento e l'essiccazione del gas per rimuovere tutta l'umidità. Pertanto, il processo WSA è in molti casi un modo più economico per produrre acido solforico.
Circa l'80%-85% della produzione mondiale di zolfo viene utilizzato per produrre acido solforico. Secondo un prontuario (il Fertilizer Manual) pubblicato congiuntamente dall'Organizzazione delle Nazioni Unite per lo sviluppo industriale (UNIDO) e dall'International Fertilizer Development Center, il 50% della produzione mondiale di acido solforico viene utilizzato nella produzione di fertilizzanti, principalmente per convertire i fosfati in forme solubili in acqua